# 로버트 버델라
로버트 앤드루 버델라 주니어(영어: Robert Andrew Berdella Jr., 1949년 1월 31일 ~ 1992년 10월 8일)는 미국의 연쇄 살인범이다.

## 생애
로버트 버델라는 1949년 1월 31일에 오하이오주 카이어호가폴스에서 이탈리아계 로마 가톨릭교회 신자 가족의 아들로 태어났다. 그의 아버지는 자동차 공장 노동자로 근무했고 어머니는 주부로 일했다. 사춘기 시절에는 자신이 동성애자였다는 사실을 깨달았고 16세 시절에는 아버지의 죽음을 목격하게 된다.
1967년에 카이어호가폴스 고등학교를 졸업하고 캔자스 예술 대학 교수가 되기를 원했지만 나중에 요리사로 일하게 된다. 그는 마약을 판매한 혐의로 2차례 체포되었지만 수감되지 않았다. 1969년에는 미주리주 캔자스시티에 위치한 샬럿 가에서 주택을 구입했고 다양한 희귀품과 기괴한 전시품을 수집했다. 버델라는 나중에 밥스 바자(Bob's Bazaar)라는 가게를 운영하게 된다.

## 살인
로버트 버델라는 1984년 7월 4일에 제리 하월(Jerry Howell)을 자신의 집으로 초대해서 진정제를 먹인 다음에 여러 차례에 걸쳐 강간을 시켰다. 버델라는 다음날 아침에 부엌 칼과 전기 톱으로 시체를 분해했고 시체의 여러 조각을 쓰레기 봉투 안에 넣어서 버렸다. 버델라는 1988년까지 5차례의 살인 사건을 추가로 일으켰고 "캔자스시티의 도살자"(The Kansas City Butcher)라는 별칭으로 부르게 된다.

## 체포
로버트 버델라는 1988년 3월 말에 그는 크리스토퍼 브리슨(Christopher Bryson)을 사무실로 초대하여 4일 동안에 걸쳐 학대했다. 그러나 4월 2일에 버델라가 다시 한 번 방을 나와서 피해자를 묶어 두는 틈을 노린 크리스토퍼 브리슨은 스스로 자유롭게 2층 창문에서 뛰어 내렸고 거리를 가로질러 캔자스시티 경찰에 버델라의 범행을 신고했다. 버델라는 캔자스시티 경찰에 의해 자신의 집에서 체포되고 만다.
로버트 버델라는 캔자스시티 법원으로부터 6명을 살해한 혐의로 가석방 없는 종신형을 선고받았으며 1992년 10월 8일에 미주리주 제퍼슨시티에 위치한 미주리주 교도소에서 심장 마비로 사망했다.